# ماركاريا
ماركاريا هي بلدية (بلدية) في مقاطعة مانتوفا في منطقة لومباردي الإيطالية ، وتقع على بعد حوالي 110 كيلومتر (68 ميل) جنوب شرق ميلانو وحوالي 20 كيلومتر (12 ميل) غرب مانتوفا .
تقع ماركاريا على حدود البلديات التالية: اكونجرا سول جيزي وبورجو فيرجيلو وبوزولو وكاستلوشيو وكيرتاتون وغازولدو ديجلي ايبوتلي وجازولو وريدونديسكو وسان مارتينو دال ارجين وفيادانا .
ولد كاتب عصر النهضة بالداسار كاستيجليون في كازاتيكو عام 1478.

## روابط خارجية
- الموقع الرسمي